# کامیکاوا، هوکایدو
کامیکاوا، هوکایدو (به لاتین: Kamikawa, Hokkaido) یک منطقهٔ مسکونی در ژاپن است که در Kamikawa Subprefecture واقع شده‌است. کامیکاوا  ۳٬۸۸۵ نفر جمعیت دارد.